# Пётр Великий (фильм, 1910)
«Пётр Вели́кий» (другое название — «Жизнь и смерть Петра Великого», 1910) — немой художественный короткометражный фильм Кая Ганзена и Василия Гончарова.

## Сюжет
Фильм иллюстрирует основные этапы биографии Петра Первого. Сначала молодой Пётр командует одним из своих «потешных полков». Повзрослев, он изучает различные научные и инженерные приборы. Показан спуск на воду ботика Петра Первого («дедушки русского флота»). Софья бунтует против Петра стрельцов, он вынужден скрываться в Троице-Сергиевой Лавре. Туда к нему приходят верные ему «потешные полки», и с ними он идёт на Москву и заточает Софью в Новодевичий монастырь.
Проходит несколько лет. Пётр начинает преобразование России и встречает сопротивление бояр. Против него начинаются заговоры. Он лично является в дом заговорщиков и арестовывает их. Затем он отправляется в Голландию изучать корабельное дело. Вернувшись в Россию, он строит флот и организует армию. От первых поражений в Северной войне он доходит до победы в Полтавской битве. В Санкт-Петербурге Пётр устраивает грандиозные ассамблеи. Но его здоровье подорвано тяжким трудом, и вскоре он умирает.

## Отзывы
«Пётр Великий» фирмы «Братья Пате» прошёл в небывалом до сих пор в России тираже. Это первая картина на русском рынке из русской жизни, побившая рекорд успеха КАЧЕСТВОМ и КОЛИЧЕСТВОМ. В лучших театрах провинции картина повторяется по желанию публики.
Справедливость требует сказать, что картина пользуется вполне заслуженным успехом. В течение целого лета она готовилась сцена за сценой — по сценариусу драматурга Гончарова, по данным историка Чистякова, реквизит под наблюдением академика Самокиша. <…>
Нам весьма приятно отметить крупный успех этой ленты и [мы] рады за успех русской кинематографии.
«Кине-журнал», 1910, № 1.

## Съёмочная группа
- Авторы сценария и режиссёры: Василий Гончаров, Кай Ганзен
- Оператор: Жорж Мейер
- Художник: Михаил Кожин

## В ролях
- Петр Воинов — Пётр I
- Владимир Марков — Пётр I в молодости
- Е. Трубецкая — Екатерина I
- А. Горбачевский — боярин Латышкин
- А. Славин — боярин Полтев
- Владимир Карин-Якубовский — Лакот
- Е. Таланова — царица-мать
- Наталия Ван-дер-Вейде — царевна Софья Алексеевна

## Интересные факты
- Фильм вышел на экраны 6 (19 января) 1910 года.
- Фильм сохранился не полностью и без надписей (титров). Сохранившиеся отрывки имеют продолжительность около 10 минут.